# Lise Topart
Lise Topart (París, 24 de octubre de 1927 - Niza, 3 de marzo de 1952) fue una actriz teatral y cinematográfica de nacionalidad francesa.

## Biografía

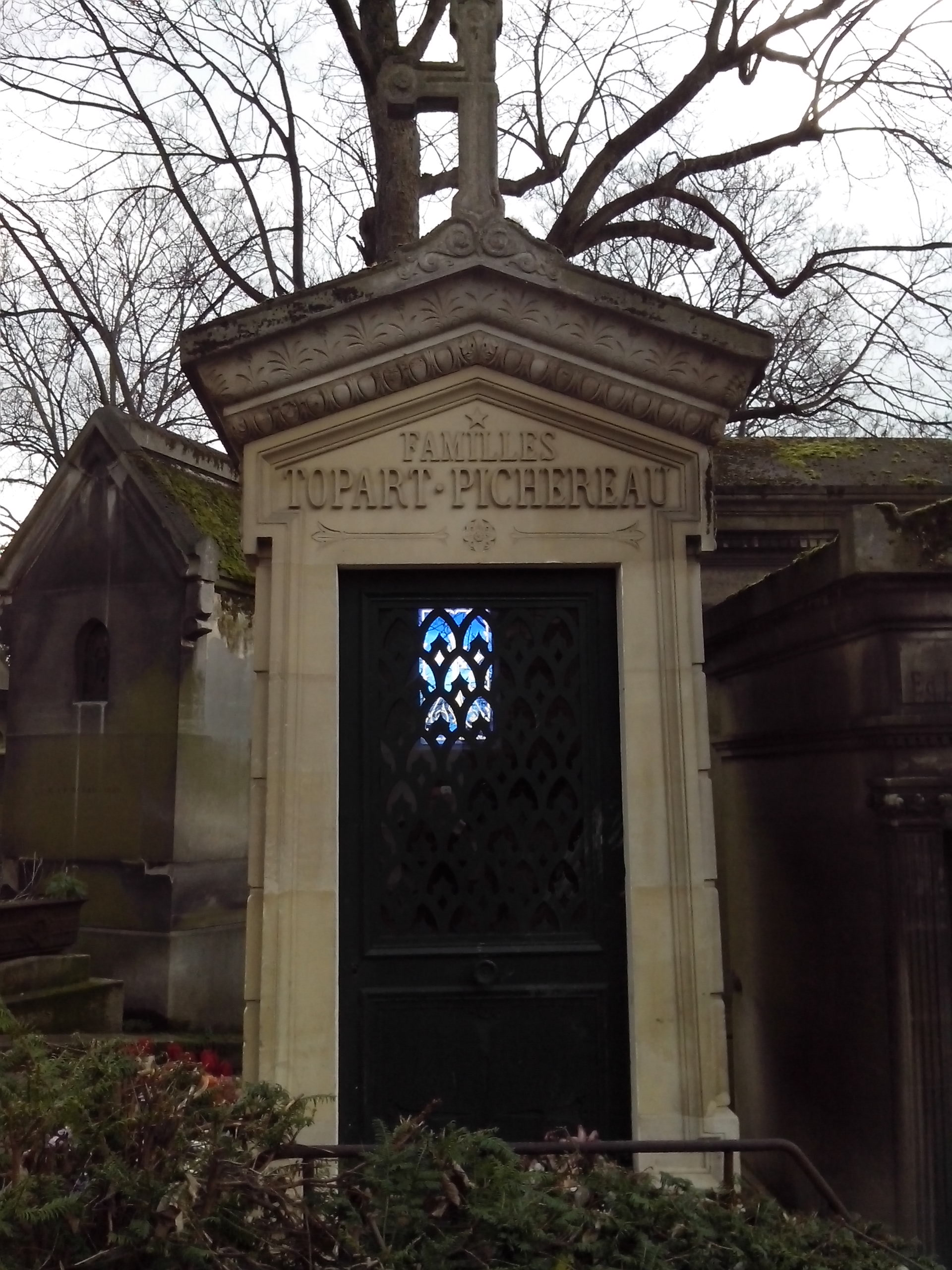
Tumba en el Cementerio del Père-Lachaise.

Nacida en París, Francia, era alumna de la actriz Marie Ventura. Lise Topart obtuvo su primer papel a los 16 años, en Le Grand Poucet, obra de Claude-André Puget llevada a escena por Gaston Baty en el Théâtre Montparnasse en 1944. Al siguiente año obtuvo un gran éxito con Rosiers blancs, de Madame Simone, en el Théâtre des Mathurins. Su actuación fue alabada por la crítica, y algunos periódicos la compararon con Réjane.
A partir de entonces alternó el teatro con el cine. En 1946 actuó en Sylvie et le Fantôme. de Claude Autant-Lara. Al año siguiente trabajó en Les gosses mènent l'enquête, de Maurice Labro, interpretando a Mariette, y en Contre-enquête, de Jean Faurez. Finalmente, en 1949 fue Sarah en La Cage aux filles, un film de Maurice Cloche.
Lise Topart falleció, en pleno éxito, a los 24 años de edad en 1952, en Niza. Embarcó en un avión de Air France para viajar a París, sufriendo el avión un accidente. El aparato, un SNCASE SE.161 Languedoc, se estrelló a un kilómetro del aeropuerto. No hubo supervivientes, y entre las víctimas se encontraban otras dos actrices, Michèle Verly y Harriet Toby.
Lise y su hermano, el actor Jean Topart, están enterrados en el Cementerio del Père-Lachaise, en París.

## Teatro
- 1944 : Le Grand Poucet, de Claude-André Puget, escenografía de Gaston Baty, Théâtre Montparnasse
- 1945 : Rosiers blancs, de Madame Simone, escenografía de Marcel Herrand, Théâtre des Mathurins
- 1945 : Marie-Anne Victoire, de Jacques Tournier, Teatro de los Campos Elíseos
- 1945 : Rebeca, de Daphne du Maurier, escenografía de Jean Wall, Théâtre de Paris
- 1948 : Le Voleur d'enfants, de Jules Supervielle, escenografía de Raymond Rouleau, Théâtre de l'Œuvre
- 1948 : La Ligne de chance, de Albert Husson, escenografía de Michèle Verly, Théâtre Gramont
- 1950 : Notre peau, de José-André Lacour, escenografía de Michel Vitold, Théâtre de l'Œuvre
- 1950 : Le Bal du Lieutenant Helt, de Gabriel Arout, escenografía de Marcel Herrand, Théâtre des Mathurins
- 1950 : Le Château du carrefour, de Odette Joyeux, escenografía de Marcel Herrand, Théâtre des Mathurins

## Filmografía
- 1946 : Sylvie et le Fantôme, de Claude Autant-Lara
- 1947 : Les Gosses mènent l'enquête, de Maurice Labro
- 1947 : Contre-enquête, de Jean Faurez
- 1949 : La Cage aux filles, de Maurice Cloche